# Ястреб-АВ
1К148 «Ястреб-АВ» — російський комплекс артилерійської розвідки (станція контрбатарейної боротьби). Точної інформації про можливості і характеристики комплексу немає.

## Загальні відомості
Розробником є російське ПАТ «Науково-виробниче об'єднання «Стріла».

Восени 2019 року «Ястреб-АВ» проходив спільні випробування. Завершились випробування наприкінці 2021-го або на початку 2022 р. Влітку 2022-го «Ястреб-АВ» демонстрували на російській оборонній виставці «Армія-2022».
«Комплекс 1К148 використовує чотиривісне повнопривідне шасі БАЗ-6910-025 виробництва Брянського автозаводу — на відміну від комплексів попередньої ґенерації „Зоопарк-1/1М“, які базуються на гусеничних шасі», — деталізував свій коментар професор Харук.
Цей радіолокаційний комплекс, фазований антенними гратами, здатний в автоматичному режимі відстежувати траєкторію снарядів випущених артилерією противника, що визначає точні координати позиції.

## Бойове застосування
На початку січня 2024 року повідомлено що ЗСУ вдалося уразити комплекс 1К148 «Ястреб-АВ» за допомогою M142 HIMARS.
23 липня 2024 року повідомлено про ураження комплексу «Ястреб-АВ» на донецькому напрямку.
18 червня 2025 року стало відомо що ЗСУ за допомогою дронів було уражено комплекс «Ястреб-АВ».